# Стам, Соломон Моисеевич
Соломо́н Моисе́евич Стам (21 ноября 1913, Казань — 2 июня 2010, Москва) — советский и российский историк-медиевист, доктор исторических наук, Заслуженный профессор Саратовского государственного университета, где заведовал кафедрой древнего мира и средних веков.
Основатель научной школы по изучению западноевропейского средневекового города, крупнейший специалист по культуре эпохи Возрождения.
Член Лондонского общества по изучению Ренессанса.

## Биография
После окончания школы в Казани два года преподавал в сельских школах Татарской АССР. Учился в МИФЛИ. До поступления в 1932 году работал в областной комсомольской газете и учителем истории. По рекомендации С. Д. Сказкина Стам был оставлен в очной аспирантуре. Диссертация «Иоахим Калабрийский» будет защищена лишь в 1947 году (оппонентами на защите были А. И. Неусыхин и А. Д. Эпштейн).
В 1935 году окончил особый японский сектор, работал переводчиком в Коммунистическом университете трудящихся Востока. Участник Великой Отечественной войны. Награждён орденом Отечественной войны 1 степени, 15 медалями.

### Работа на кафедре истории средних веков СГУ
Более 50 лет работал на кафедре истории Средних веков Саратовского государственного университета, из них 40 лет (с 1949 года) — заведующим кафедрой, затем — ещё десятилетие -  профессором.
Студент Московского историко-философского института (МИФЛИ) и МГУ, участник обороны Москвы, а потом офицер Великой Отечественной войны 1941—1945 гг., аспирант академика С. Д. Сказкина, вдумчивый и одновременно увлечённый исследователь, С. М. Стам одинаково ярко проявлял себя и в Москве, где защитил кандидатскую (по Иоахиму Флорскому, 1947) и докторскую («Экономическое и социальное развитие раннего города. (Тулуза. XI—XIII вв.)», по истории французского города Тулузы, 1970; главным оппонентом был С. Д. Сказкин) диссертации, и в Саратове, куда судьба завела его в 1949 году и откуда вновь привела в Москву на последнем витке жизни в 2000-м.
С. М. Стам подхватил всё ценное, что было оставлено на кафедре исторического факультета Саратовского университета (СГУ) предшественниками, но гораздо больше привнёс своего — в лекционные курсы по истории средних веков, историографии, источниковедению, латинской палеографии, в специальные семинары по ключевым проблемам медиевистики, больше всего — истории средневекового города, средневековой и ренессансной культуры, спецкурсы по истории Реформации и Крестьянской войны в Германии, истории Великих географических открытий, истории итальянского гуманизма эпохи Возрождения, проблеме идейного содержания искусства итальянского Ренессанса.
Как заведующий кафедрой и учёный он работал очень напряжённо, вынося все важные и сложные исследовательские проблемы на обсуждение в Научном семинаре, который многие десятилетия активно работал при кафедре, или на её заседания, ставшие легендарными в среде историков СГУ и за его пределами.
Профессор С. М. Стам все годы руководил подготовкой дипломных работ и диссертаций: каждые четыре года из его семинара выходило 5—7 прекрасно подготовленных студентов (всего — около 100), на кафедре «выросло» 20 кандидатов и 4 доктора исторических наук. Для нестоличного центра с такой узкой специальностью как «средние века» и «присутствием» до начала 2000-х годов лишь целевой (то есть по «заказу» вуза) аспирантуры это был весьма весомый показатель. На кафедре в 1960—1980 гг. сложилась группа учеников и коллег С. М. Стама, объединённая общей темой научных штудий, профессиональными и культурными интересами. Саратовская школа изучения проблем средневекового города заняла значимое место в научном сообществе страны. Труды саратовских урбанистов регулярно появлялись на страницах авторитетных центральных сборников, в том числе — в «Средних веках» (ИВИ РАН).
В 1970 г. Минвуз СССР (Министерство высшего образования) официально поручил подготовку С. М. Стаму и кафедре межвузовский научный сборник «Средневековый город». Сборник быстро сделался одной из важных точек научного притяжения урбанистов и специалистов по истории культуры, как городской, так и ренессансной; в 2010 г. увидел свет 20 выпуск, последний при жизни основателя, в 2011—2012 гг. вышли ещё два. Трижды
выпуски посвящались юбилейным датам главного редактора, 23-й выпуск будет посвящён его 100-летию.
В начале 2000-х гг. С. М. Стам написал одно из самых развёрнутых писем, связанных с темой кафедры истории средних веков Саратовского университета, которой отдал 50 лет своей жизни. Учёный набросал план истории её развития.
«Очень важно выявить, как „по крупицам“ складывалась кафедра, где каждый работник — личность, со своими особенностями, способностями, склонностями. И со своими научными интересами. Как они сочетались, срабатывались? Как складывался коллектив, рабочие, человеческие отношения? Как каждому находилось достойное место общей работе — преподавательской и научной? Как постепенно развертывалась сама программа работы кафедры?…».
Письмо ясно прорисовало «программу», успешному воплощению которой отдал большую часть своей жизни профессор С. М. Стам. «Стамовский период», несомненно, уже вписан в историю кафедры как очень яркая и плодотворная страница.

### Этапы научного творчества
Выделяются (с некоторой долей условности) четыре главных этапа в научном творчестве исследователя.

#### «Начальный», 1947—1954 гг.
В эти годы в центре внимания С. М. Стама,  было учение Иоахима Флорского (кандидатская диссертация и статьи), общие вопросы Реформации, крестьянской войны в Германии, марксистского учения о феодальной формации. Его статьи выказывают творческое отношение к марксизму, реальное углубление и разворачивание марксистских общих тезисов на конкретном материале истории средневековья.

#### «Городской», 1955—1975 гг.
За эти 20 лет у С. М. Стама выходит большое число статей по теоретическим и конкретно-историческим проблемам истории средневекового города, а также солидная монография (более 400 с.) по истории Тулузы. В ней учёный смог выдвинуть и обосновать на обширном материале собственную концепцию происхождения средневекового города, основанную на идее «избыточного населения» феодального поместья, усилении социального гнёта его населения, а также на представлении об общественном разделении труда в исследуемую эпоху, произошедшего на базе возрастания производительности труда и появления «избыточного продукта» в деревне. Ученики в эти годы успешно защищали кандидатские диссертации по средневековой урбанистике (истории Монпелье, Каркассона, Страсбурга).
В продолжение городской темы по соросовскому гранту поддержки научных школ, выигранному благодаря заявке-проекту, написанному С. М. Стамом (1997), учёный вновь обратился к Тулузе. Под его редакторством Л. М. Лукьяновой был переведён солидный сборник средневековых городских документов — картулярий Тулузского консулата. С. М. Стам написал обширный комментарий к нему и вступительную статью с постановкой новых вопросов по истории раннего европейского города.

#### «Ренессансно-городской», 1975—1991 гг.
В это время на свет активно появляются статьи и по прежней, городской проблематике, и по истории культуры Возрождения. По ренессансной тематике начинают защищать кандидатские и готовить докторские диссертации ученики С. М. Стама (Н. И. Девятайкина, В. А. Постников, А. В. Астахова и др.).
У него самого вышла серия методологических и конкретно-аналитических статей, давших большой толчок к разработке монографических вопросов истории ренессансного искусства; в начале 1980-х гг. он публикует первую небольшая, интересно и глубоко написанную монографию.
Под его руководством и редакцией «временный творческий коллектив» из разных городов и учреждений — Л. М. Лукьянова (Саратов), Н. В. Ревякина (Иваново), В. В. Полев (Москва) и Н. И. Девятайкина (Саратов) — работает над переводами латинских сочинений итальянских гуманистов XIV—XV вв. — Петрарки, Боккаччо, Салютати, Браччолини, Монтеманьо, Манетти, Верджерио. С целями сравнения их сочинений с предшествующей средневеково-религиозной традицией (по научному «заказу» С. М. Стама) ими же переводятся с латинского и итальянского языков отдельные письма, главы и книги богословско-проповеднических трудов XIII—XIV вв. — будущего римского папы Иннокентия III, святой Екатерины Сиенской, флорентийского монаха-проповедника Якопо Пассаванти.
В издательстве Саратовского государственного университета им. Н. Г. Чернышевского выходят (1984,1988) два объёмистых томика названных текстов, очень популярные до их пор и претерпевшие многократные частичные переиздания. Для данной публикации С. М. Стам пишет большую статью, где впервые в своём творчестве полно и развёрнуто характеризует главные черты итальянского ренессансного IV—XV вв.

#### «Ренессансный», 1991—2010 гг.
На это время падает много разноплановых трудов С. М. Стама: руководство подготовкой нескольких диссертаций по истории ренессансной культуры, завершение и публикация фундаментального двухтомного труда «Корифеи Возрождения» (1991—1993), значительного числа статей, подготовка рукописи о леонардовской Джоконде (1999), затем о «Божественной комедии» Данте (2002—2003). В начале 2000-х годов в Москве С. М. Стам получил от издательства «Высшая школа» приглашение переиздать «Корифеев». Он дополнил и углубил отдельные разделы, уточнил выводы и заключения. Книга увидела свет в 2006 г. В 2012 г., в канун столетия со дня рождения учёного, в том же издательстве вышло ещё одно издание капитальной монографии.
Семья
Дочь Инна (Инесса; род. 1941) — кандидат филологических наук, доцент факультета иностранных языков и регионоведения МГУ.

## Оценки и память
В сентябре 2013 г. в Саратовской областной универсальной библиотеке в связи со 100-летием со дня рождения С. М. Стама был торжественно открыт Кабинет истории и литературы имени С. М. Стама и Е. М. Рязановой .Открытие готовилось под патронатом Министерства культуры Саратовской области совместными усилиями руководства и коллектива библиотеки, учеников и коллег профессора, его дочери и внука, московских и саратовских спонсоров.
На выставке Кабинета представлены фотографии, рукописи, документы и труды С. М. Стама и его жены, писателя Е. М. Рязановой. Активисты-общественники и сотрудники библиотеки уже начали в рамках Кабинета просветительскую и учебно-методическую работу, которая вошла в плановое русло с 2014 года.
«Сети» общения и культурно-научно-образовательного влияния учёного раскинулись за вторую половину XX века далеко за пределы Саратова, Поволжья, втянули в себя университетское пространство не только современной России, но и стран СНГ — от Казахстана до Украины, от Латвии до Азербайджана, а также дальнего зарубежья.
Во времена его студенческой юности одна из подруг его будущей жены сказала: «Стам — это алмаз». Она сформулировала одно из самых точных определений, которые можно дать С. М. Стаму как личности и как учёному.
Работы С. М. Стама о Ренессансе критиковались А. Х. Горфункелем и М. А. Юсимом.

## Труды

### Монографии
- Стам С. М. Иоахим Калабрийский. Диссертация на соискание ученой степени кандидата исторических наук (МГУ, 1947, 347 с. рукопись).
- Стам С. М. Экономическое и социальное развитие раннего города (Тулуза XI—XIII веков). — Саратов: изд-во Сарат. ун-та, 1969. — 429 с.
  - Рец.: Вопросы истории. 1970. № 5 (академик С. Д. Сказкин).
  - Рец.: Средние века. М.: Наука, 1973. Вып. 36. С. 215—221. (Я. Д. Серовайский).
  - См. также: Далин В. М. Историки Франции XIX—XX веков. — М.: Наука, 1981. — С. 265—267.
- Флорентийские мадонны Рафаэля : Вопросы идейного содержания. — Саратов: Изд-во Саратовского ун-та, 1982. — 80 с.
- Стам С. М. Корифеи Возрождения. Искусство и идеи гуманистического свободомыслия. — Саратов: изд-во Сарат. ун-та, 1991. Книга первая. — 383 с.
- Стам С. М. Корифеи Возрождения. Искусство и идеи гуманистического свободомыслия. — Саратов: изд-во Сарат. ун-та, 1993. Книга вторая. — 381 с.
  - Рец.: Волга. 1995. № 1. С. 151—153 (Е. Водонос).
- Стам С. М. Избранные труды. Средние века: город, ереси, Возрождение, Реформация. — Саратов: ИЦ «Научная книга», 1998. — 334 с.
- Стам С. М. «Джоконда» Леонардо да Винчи и культура Возрождения: Учебное пособие. — Саратов: Научная книга, 1999. — 248 с.
- Стам С. М. Странная комедия. Читая Данте… — Саратов: изд-во Сарат. ун-та, 2003. — 162 с.
- Стам С. М. Корифеи Возрождения. Искусство и идеи гуманистического свободомыслия. — М.: Вузовская книга, 2006. — 670 с.
- Стам С. М. Корифеи Возрождения. Искусство и идеи гуманистического свободомыслия. — М.: Вузовская книга, 2012. — 670 с. (2-е издание).
- Стам С. М. Моя жизнь, учителя друзья и наука. — Саратов: изд-во Сарат. ун-та, 2009. — 364 с.
  - Рец.: Средневековый город. — Саратов: ИЦ "Научная книга, 2012. Вып. 22. — С. 240—253 (Т. М. Негуляева, Л. И. Солодкова).

### Редактирование и публикация исторических источников
- Итальянский гуманизм эпохи Возрождения. Сб. текстов / Пер. с лат. и комм. Н. В. Ревякиной, Н. И. Девятайкиной, Л. М. Лукьяновой; вступ. ст. С. М. Стама; под общей ред. С. М. Стама. — Саратов: изд-во Сарат. ун-та, 1984. Ч.1. — 239 с.
- Итальянский гуманизм эпохи Возрождения. Сб. текстов / Пер. с лат. и итал. и комм. Н. В. Ревякиной, Н. И. Девятайкиной, Л. М. Лукьяновой, В. В. Полева; под общей ред. С. М. Стама. — Саратов: изд-во Сарат. ун-та, 1988. Ч.2. — 190 с.
- Средневековое городское право. Сб. документов / Пер.с лат. и комм. Т. М. Негуляевой, Л. И. Солодковой / Под ред. С. М. Стама. — Саратов: изд-во Сарат. ун-та, 1989.
- Картулярий Тулузского консулата (XII—XIII вв.) / Пер. с лат. Л. М. Лукьяновой; ред., примеч., вступ. ст., указат. С. М. Стама. — Саратов: «Научная книга», 1998. — 219 с.

### Избранные статьи
- Стам С. М. О некоторых вопросах истории Реформации и Крестьянской войны в Германии // Учен. зап. Сарат. ун-та: Сарат. книжн. изд-во, 1954. Т. 39. С. 293—322.
- Стам С. М. Социальная сущность учения Иоахима Калабрийского // Науч. ежегодник Сарат. ун-та за 1954 г. Саратов: «Коммунист», 1955. С. 130—133.
- Стам С. М. О некоторых экономических закономерностях феодализма // Науч. ежегодник Сарат. ун-та за 1954 г. Саратов: «Коммунист», 1955. С. 127—130.
- Стам С. М. Чем же в действительности была Реформация в Германии // Вопросы истории, 1958. № 4. С. 100—113.
- Стам С. М. К вопросу об основном экономическом противоречии феодализма // Учен. зап. Сарат. ун-та.: Саратовское книжное изд-во, 1958. Т. 66. С. 264—277.
- Стам С. М. К вопросу о социально-экономических основах господства религиозной идеологии при феодализме // Науч. ежегодник Сарат. ун-та за 1955 г. Саратов: «Коммунист», 1958. С. 85—91.
- Стам С. М. Учение Иоахима Калабрийского // Вопросы истории религии и атеизма. М.: изд-во АН СССР, 1959. Вып. 7. С. 328—360.
- Статья переведена на японский язык и опубликована в ежегоднике Института гуманитарных наук при университете Сэнсю, Токио: Карабурия-но Еаки-му-но кёсэцу // Дзинбункагаку-нэнпо. Токио, 1972. № 2. Март. С. 65—142.
- Стам С. М. В. И. Ленин о крестьянском лозунге равенства в антифеодальной борьбе // Историографический сборник. Саратов: изд-во Сарат. ун-та, 1962. С. 52—63.
- Стам С. М. Об одном реакционном течении в современной французской историографии средневекового города и о проблеме городского патрициата // Средние века. М.: изд-во АН СССР, 1964. Вып. 25. С. 299—310.
- Стам С. М. Движущие противоречия развития средневекового города // Вопросы истории, 1965. № 7. С- 93—105.
- Стам С. М. Складывание городского рынка средневековой Тулузы (продовольственные товары) // Средневековый город. Саратов: изд-во Сарат. ун-та, 1968. С. 3—60.
- Стам С. М. Возникновение городского патрициата средневековой Тулузы // Экономическое развитие и классовая борьба в средние века и в античности. Саратов: изд-во Сарат. ун-та, 1968. С. 35—73.
- Стам С. М. Складывание социальной структуры средневекового города (XI—XIII вв.) // Тезисы докладов на Всесоюзной конференции по спорным проблемам истории античного и средневекового города. Л.: изд-во ЛГУ, 1968. С. 48—61.
- Стам С. М. Проблема происхождения средневековых городов и критика континуитивизма. Выступление на научной сессии по проблеме генезиса феодализма. (Москва, АН СССР 30 мая—3 июня 1966 г.) // Средние века. М.: Наука, 1968. Вып. 31. С. 94—98.
- Стам С. М. Тулузский патрициат в XII—XIII вв. // Средние века. — М.: Наука, 1969. Вып. 32. С. 156—182.
- Стам С. М. Складывание социальной структуры средневекового города (XI—XIII вв.) // Средние века. М.: Наука, 1971. Вып. 34. С. 256—273.
- Стам С. М. Борьба за городской соляной рынок в Тулузе в XI—XII вв. // Европа в средние века: экономика, политика, культура. М.: Наука, 1972. С. 101—115.
- Стам С. М. Средневековый город и проблема возникновения нефеодальных форм собственности // Средневековый город. Саратов: изд-во Сарат. ун-та, 1974. Вып. 2. С. 3—45.
- Стам С. М. К вопросу об идейном содержании творчества Леонардо да Винчи («Иоанн Креститель») // Средневековый город. Саратов: изд-во Сарат. ун-та, 1975. Вып. 3. С. 107—141. Статья переведена на английский язык и опубликована в США.
- Stam S. М. On Ideological Content in the Work of Leonardo da Vinci (John the Baptist) // Soviet studies in history. N. Y., 1980. Vol. XIX. № 2. P. 66—114.
- Стам С. М. Микеланджело и Леонардо // Средневековый город. Саратов: изд-во Сарат. ун-та, 1978. Вып. 4. С. 115—163.
- Стам С. М. Некоторые актуальные вопросы изучения истории средневекового города // Средневековый город. Саратов: изд-во Сарат. ун-та, 1981. Вып. 6. С. 3—18.
- Стам С. М. Гуманизм и церковно-реформационная идеология // Культура эпохи Возрождения и Реформации. Л.: Наука, 1981. С. 29—39.
- Стам С. М. «Преображение» Рафаэля // Наука и религия, 1983. № 7. С. 40—47; № 8. С. 53—58. Премия журнала в номинации «Лучшая публикация года».
- Стам С. М. Ведущие идеи итальянского гуманизма (Вступительная статья) // Итальянский гуманизм эпохи Возрождения. Сборник текстов / Пер. с лат. и комм. Н. В. Ревякиной, Н. И. Девятайкиной, Л. М. Лукьяновой. — Саратов: изд-во Сарат. ун-та, 1985. Ч. I. — С. 4—74.
- Стам С. М. Возрождение: идейное содержание, социальные истоки, общественное значение // Культура Возрождения и общество. М.: Наука, 1986. С.110—119.
- Стам С. М. Диалектика общности и личности в средние века // Общности и человек в средневековом мире. М., Саратов: изд-во Сарат. ун-та, 1992. С. 29—35.
- Стам С. М. Проблема соотношения земного и небесного в зрелом творчестве Рафаэля («Св. Цицилия») // Средневековый город. — Саратов: изд-во Сарат. ун-та, 1987. Вып. 8. С. 74—97.
- Стам С. М. Средневековый город и развитие социальной структуры феодального общества // Классы и сословия средневекового общества. М., 1988. С.40—49.
- Стам С. М. Антиаскетические идеи в искусстве Рафаэля «Мадонна Альба» // Средневековый город. Саратов: изд-во Сарат. ун-та, 1989. Вып. 9. С. 72—96.
- Стам С. М. «Мадонна Фолиньо» Рафаэля // Саратов: изд-во Сарат. ун-та, 1991. Вып. 10. С. 96—117.
- Стам С. М. Город и развитие политической структуры феодального общества // Власть и политическая структура в средневековой Европе. М., 1992. С. 264—280.
- Стам С. М. Диалектика общности и личности в средние века // Вопросы истории. М., 1993. № 3. С. 34—47.
- Стам С. М. Проблема соотношения культур средних веков и Возрождения: вековой спор // Культура Возрождения и Средние века. М.: Наука, 1995. С. 172—185.
- Стам С. М. Место культуры Возрождения в историческом процессе секуляризации мысли и знания // Культура Возрождения и религиозная жизнь эпохи. М.: Наука, 1997. С.76—87.
- Стам С. М. Идея свободы в искусстве итальянского Возрождения // Средневековый город. — Саратов: ИЦ «Научная книга», 1997. Вып. 11. — С. 119—138.
- Стам С. М. К проблеме генезиса капитализма в Западной Европе // Средневековый город. — Саратов: ИЦ «Научная книга», 1998. Вып. 13. — С. 87—100.
- Стам С. М. Читая «Божественную комедию» Данте. Ч.1. // Средневековый город. — Саратов: ИЦ «Научная книга», 2000. Вып. 14. — С. 133—153.
- Стам С. М. Читая «Божественную комедию» Данте. Ч.1. // Средневековый город. — Саратов: ИЦ «Научная книга», 2002. Вып. 15. — С. 131—152.
- Стам С. М. Данте и Иоахим // Саратов: ИЦ «Научная книга», 2004. Вып. 16. — С. 94—98.
- Стам С. М. Отчет историка-медиевиста. О моих великих учителях и моих трудах на научном поприще // Саратов: ИЦ «Научная книга», 2007. Вып. 18. — С. 23—34.
- Стам С. М. Три письма к Н. И. Девятайкиной и кафедральному коллективу // Саратов: ИЦ «Научная книга», 2009. Вып. 20. — С. 21—24.

### Научное редактирование
- Чайлд Г. Прогресс и археология. — М.: Иностранная литература, 1948. — 175 с.
- Форман Г. В новом Китае. — М.: Иностранная литература, 1948.
- Бааш Э. История экономического развития Голландии в XVI—XVIII вв. — М.: Иностранная литература, 1949. — 393 с.
- Биссон Г. А. Военная экономика Японии. — М.: Иностранная литература, 1949. — 298 с.
- Яброва М. М. Очерки истории колониальной экспансии Англии в эпоху первоначального накопления. — Саратов: изд-во Сарат. ун-та, 1966. — 134 с.
- Яброва М. М. Зарождение раннекапиталистических отношений в английском городе (Лондон XIV—начала XVI вв.). — Саратов: изд-во Сарат. ун-та, 1983. — 230 с.
- Итальянский гуманизм эпохи Возрождения. Сб. текстов / Пер. с лат. и комм. Н. В. Ревякиной, Н. И. Девятайкиной, Л. М. Лукьяновой. — Саратов: изд-во Сарат. ун-та, 1984. Ч. 1. — 239 с.
- Итальянский гуманизм эпохи Возрождения. Сб. текстов / Пер. с лат. и комм. Н. В. Ревякиной, Н. И. Девятайкиной, Л. М. Лукьяновой, В. В. Полева. — Саратов: изд-во Сарат. ун-та, 1988. Ч. 2. — 190 с.
- Девятайкина Н. И. Мировоззрение Петрарки: этические взгляды. — Саратов: изд-во Сарат. ун-та, 1988. — 207 с.
- Солодкова Л. И. Ранний Кёльн: социально-экономическое развитие и освободительная борьба горожан XI—XIII вв. — Саратов: изд-во Сарат. ун-та, 1991. — 147 с.
- Галямичев А. Н. Экономическое и социальное развитие раннего чешского города. Прага X—начала XIII веков. — Саратов: изд-во Сарат. ун-та, 1995. — 166 с.
- Мосолкина Т. В. Город Бристоль в XIV—XV вв. Экономика, общественные отношения, социальная психология. — Саратов: изд-во Сарат. ун-та. 1997. — 214 с.
- Купцы-складчики Кале: деловая переписка семейной компании Сели (XV в.) / Пер. со староангл., примеч., вступ. ст. М. М. Ябровой. — Саратов: «Научная книга», 1998. — 160 с.
- Аспирантский сборник (история средних веков). — Саратов: изд-во Сарат. ун-та, 1966. Вып. 3. — 110 с.
- Средневековый город. Сб. статей. — Саратов: изд-во Сарат. ун-та, 1968. — 183 с.
- Средневековый город. Межвуз. науч. сб. — Саратов: изд-во Сарат. ун-та, 1974. Вып. 2. — 208 с.
- Рец.: Новая и новейшая история, 1976. № 2. С. 195—196. (А. А. Сванидзе).
- Средневековый город. Межвуз. науч. сб. — Саратов: изд-во Сарат. ун-та, 1975. Вып. 3. — 230 с.
- Средневековый город. Межвуз. науч. сб. — Саратов: изд-во Сарат. ун-та, 1978. Вып. 4. — 215 с.
- Средневековый город. Межвуз. науч. сб. — Саратов: изд-во Сарат. ун-та, 1978. Вып. 5. —199 с.
- Рец.: (на пять выпусков). Сванидзе А. А. Проблемы истории средневекового города в тематическом межвузовском сборнике // Средние века. М.: Наука, 1982. Вып. 45. С. 317—326.
- Средневековый город. Межвуз. науч. сб. — Саратов: изд-во Сарат. ун-та, 1980. Вып. 6. — 190 с.
- См. обзор докладов и сообщений, положенных в основу материалов сборника: Сванидзе А. А. Проблемы истории и историографии средневекового города // Вопросы истории, 1978. № 3. С. 118—122; Варьяш О. И. Симпозиум по проблемам истории и историографии средневекового города, Саратов: 1977 // Средние века. М.: Наука, 1978. Вып. 42. С. 361—362.
- Средневековый город. Межвуз. науч. сб. — Саратов: изд-во Сарат. ун-та, 1983. Вып. 7. — 160 с.
- Средневековый город. Межвуз. науч. сб. — Саратов: изд-во Сарат. ун-та, 1987. Вып. 8. — 174 с.
- Средневековый город. Межвуз. науч. сб. — Саратов: изд-во Сарат. ун-та, 1989. Вып. 9. — 182 с.